# Annie Griffin
Annie Griffin (New York, 1960) è una regista, sceneggiatrice e produttrice cinematografica statunitense.

## Biografia
Annie Griffin agli inizi degli anni '90, ha lavorato per MTV alla creazione di animazioni. Il suo più grande successo è stato la creazione della serie televisiva The Book Group divisa in 2 stagioni per un totale di 12 episodi. 

## Filmografia

### Regista
- A Girl's Guide to Casinos (1996) - film TV
- Was She There (1996) - film TV
- Seven Sins: Wrath (1997) - film TV
- Somewhere (1997) - videoclip musicale dei Pet Shop Boys
- Somewhere: Live at The Savoy (1997) - film sul concerto dei Pet Shop Boys
- Coming Soon (1999) - film TV
- The Book Group (2002-2003) - (serie TV 12 episodi)
- Festival (2005)
- New Town (2009) - film TV

### Sceneggiatrice
- Seven Sins: Wrath (1997) - film TV
- The Book Group (2002-2003) - (serie TV 12 episodi)
- Festival (2005)
- New Town (2009) - film TV

### Produttrice
- Seven Sins: Wrath (1997) - film TV
- Deer Man (1998)
- New Town (2009) - film TV

### Attrice
- Coming Soon (1999) - film TV